# Quantenflüssigkeit
Eine Quantenflüssigkeit (auch: Superflüssigkeiten) ist eine Flüssigkeit, in der Quanteneffekte auftreten und die nicht mehr mit der klassischen statistischen Mechanik beschrieben werden kann.
Quantenflüssigkeiten können Suprafluidität aufweisen und lassen sich nach der zugrunde liegenden Quantenstatistik einteilen in:
- Fermi-Flüssigkeiten (z. B. flüssiges 3He oder  Leitungselektronen in Metallen im Dreidimensionalen); an ihre Stelle tritt im Eindimensionalen die Luttingerflüssigkeit, die ungewöhnliche Eigenschaften aufweist.
- Bose-Flüssigkeiten (z. B. flüssiges 4He).

Die Existenz des flüssigen Heliums bei beliebig niedrigen Temperaturen ist ein makroskopischer Quanteneffekt.
1998 bekamen Robert B. Laughlin (USA), Horst Ludwig Störmer (Deutschland) und Daniel Chee Tsui (USA) den Nobelpreis für Physik „für ihre Entdeckung einer neuen Art von Quantenflüssigkeit mit fraktionell geladenen Anregungen“ (es geht dabei im Wesentlichen um den gebrochenzahligen Quanten-Hall-Effekt).

## Unterschiede zur klassischen Physik
Im klassischen Bereich ist die kinetische Energie je Teilchen der Atommasse {\displaystyle m} von der Größenordnung der thermischen Energie {\displaystyle k\cdot T:}
{\displaystyle E_{\mathrm {kin} }={\frac {1}{2}}\cdot {\frac {p^{2}}{m}}\approx k\cdot T}
mit
- Impuls {\displaystyle p=m\cdot v}
  - Geschwindigkeit {\displaystyle v}
- Boltzmann-Konstante {\displaystyle k}
- absolute Temperatur {\displaystyle T}.

Daraus ergibt sich für den Impuls:
{\displaystyle \Rightarrow p\simeq {\sqrt {m\cdot k\cdot T}}}
und für die Wellenlänge nach de Broglie:
{\displaystyle \Rightarrow \lambda =h/p\simeq {\frac {h}{\sqrt {m\cdot k\cdot T}}}}
mit der Planck-Konstante {\displaystyle h}.
Deshalb sind Quanteneffekte für niedrige Temperaturen {\displaystyle T} zu erwarten, die umso stärker sind, je kleiner die Atommassen {\displaystyle m} sind.
In der Nähe von {\displaystyle T=0} müssten nach der klassischen Mechanik alle Substanzen kristallisieren bzw. erstarren, da keine kinetische Energie mehr vorhanden ist und Atome wegen der Forderung nach minimaler potentieller Energie stets in einer regulären Gitterstruktur angeordnet sein sollten. Die Nullpunktsenergie ist bei Quantenflüssigkeiten jedoch so groß, dass kein Übergang des Systems in die feste Phase erlaubt ist.

### Fachartikel
- M. Bonitz, Zh. A. Moldabekov, T. S. Ramazanov: Quantum hydrodynamics for plasmas - Quo vadis? In: Physics of Plasmas. Band 26, Nr. 9, 1. September 2019, S. 090601, doi:10.1063/1.5097885 (englisch).

### Fachbücher
- Georg Wolschin: Hydrodynamik der Superflüssigkeiten. In: Hydrodynamik. Springer Berlin Heidelberg, Berlin, Heidelberg 2021, ISBN 978-3-662-64143-9, S. 159–169, doi:10.1007/978-3-662-64144-6_11.
- Lev Pitaevskii, S. Stringari: Bose-Einstein Condensation and Superfluidity (= International Series of Monographs on Physics. Band 164). 1. Auflage. Oxford University Press, Oxford, United Kingdom 2016, ISBN 978-0-19-875888-4 (englisch).
- Carlo Barenghi, Nick G. Parker: A Primer on Quantum Fluids (= SpringerBriefs in Physics). Springer International Publishing, Cham 2016, ISBN 978-3-319-42474-3, doi:10.1007/978-3-319-42476-7, arxiv:1605.09580 [abs] (englisch).

- Anthony James Leggett: Quantum Liquids. Oxford University Press, 2006, ISBN 978-0-19-852643-8, doi:10.1093/acprof:oso/9780198526438.001.0001 (englisch).
- James F. Annett: Superconductivity, superfluids, and condensates (= Oxford master series in condensed matter physics). Oxford University Press, Oxford ; New York 2004, ISBN 978-0-19-850755-0 (englisch, archive.org).